# Agriades pheretulus
Agriades pheretulus är en fjärilsart som beskrevs av Otto Staudinger 1886. Agriades pheretulus ingår i släktet Agriades och familjen juvelvingar. Inga underarter finns listade i Catalogue of Life.